# Il falco del nord
Il falco del nord (Spawn of the North) è un film del 1938 diretto da Henry Hathaway.

## Remake
Nel 1954 la Paramount ne fece il remake con Nei mari dell'Alaska (Alaska Seas) diretto da Jerry Hopper e interpretato da Robert Ryan.

## Trama
Due amici d'infanzia che lavorano pescando il salmone vedono messo in crisi il loro rapporto per l'ingerenza di alcuni trafficanti russi. Uno dei due si unirà a loro, ma saprà opportunamente riscattarsi.

## Distribuzione
Distribuito dalla Paramount Pictures e presentato da Adolph Zukor, il film uscì negli USA il 26 ottobre 1938.

## Riconoscimenti
La sezione effetti speciali vinse il premio speciale degli Oscar alla carriera nel 1939 con la motivazione "Per i notevoli traguardi ottenuti nella creazione di effetti speciali visivi e sonori presso la Paramount".